# Stazione di Adelfia
La stazione di Adelfia è una stazione ferroviaria al servizio del comune di Adelfia, nella città metropolitana di Bari.
Si trova sulla ferrovia Mungivacca-Putignano ed è gestita dalle Ferrovie del Sud Est.

## Storia
L'attuale stazione è entrata in servizio nel 2010, dopo i lavori di interramento della sede ferroviaria che hanno provocato la chiusura della precedente stazione, aperta nel 1905.
Nel 2021 è stata completamente riqualificata, come capofila di un progetto di riqualificazione funzionale e stilistica di tutte le stazioni di Ferrovie del Sud Est, attraverso il rinnovo in stile RFI, come per la Stazione di Bari Ceglie-Carbonara, con l'allestimento di sale multifunzionali per il personale FSE, la realizzazione di percorsi tattili, la realizzazione di sovrappassaggi, ascensori, servizi igienici accessibili e il rialzo dei marciapiedi ad altezza 55 cm per l'incarrozzamento a raso.

## Servizi
La stazione dispone di:
- Biglietteria a sportello e automatica
- Servizi igienici
- Area per l'attesa
- Accessibilità per portatori di handicap
- Parcheggio di scambio
- Fermata autolinee urbane e extraurbane

## Movimento
La stazione è servita dai treni regionali svolti dalle Ferrovie del Sud Est nella relazione Bari - Putignano via la linea 1 bis.